# Іван Маценко
Іван Маценко (нар. ? — пом. не раніше 1682) — український військовик доби Гетьманщини. Прилуцький полковник (1669—1671, 1677—1678).

## Життєпис
Походження не з'ясоване. За даними В. Кривошеї, був родом з-під Варви. У Реєстрі 1649 у Першо-Варвинській сотні зафіксований можливий родич Грицько Маценко. У Друго-Варвинській сотні — військовий товариш Іван Матвієнко (можливо, це і є Іван Маценко). За здогадкою Кривошеї, у 1650-х деякий час міг очолювати одну з двох Варвинських сотень.
На початку 1660-х — курінний отаман, пізніше — полковник Війська Запорозького Низового. Перебував під керівництвом кошового отамана, майбутнього гетьмана Івана Брюховецького. Брав участь у чорній раді 1663 у Ніжині, де Брюховецький був обраний гетьманом.
Наприкінці 1667 за наказом гетьмана прибув до Прилук із таємним завданням підготувати антимосковський виступ у місті. Призначений прилуцьким полковим осавулом. 6 січня 1668 московський воєвода Прилук Кирило Загряжський повідомляв у Москву, що Маценко вивіз із прилуцької фортеці вістову гармату, побив московських вояків і пригрозив забрати у московської залоги всю артилерію. За наказом полкового осавула прилуцькі міщани перестали платити податки воєводі. Після початку московсько-української війни у лютому до Маценка прибуло 400 запорожців, що взяли участь у блокуванні московського гарнізону Прилук. Московські вояки разом з воєводою Загряжським здалися в полон. У цей час Маценко став кумом впливового у Прилуках старшини, колишнього полковника Лазаря Горленка.
Після ради в Опішні у червні 1668 підтримав Петра Дорошенка. Брав участь у боях з московитами під Хухрою, Гайвороном і Конотопом. У листопаді разом з полковником Іваном Щербиною обороняв Прилуки від кримських татар — союзників П. Суховія. У січні 1669 «дорошенківця» Щербину зняла з посади полкова рада, на його місце обрали Маценка, який негайно присягнув на вірність Дем'яну Ігнатовичу. Водночас, на раді в Глухові у березні, що обрала Ігнатовича гетьманом, не був присутній, відправивши замість себе наказного полковника Якова Трохимовича. У квітні відкинув пропозицію Суховія перейти на його бік. У липні сповіщав Дем'яна Ігнатовича про переміщення військ Дорошенка на Правобережжі. У вересні командував Прилуцьким полком у битві під Лохвицею, де війська Ігнатовича розгромили сили дорошенківського наказного гетьмана Якова Корицького.
У липні 1671 зміщений з полковницького уряду гетьманом, який на його місце призначив свого приятеля Семена Третяка. Після усунення Ігнатовича у 1672 прилуцькі полчани прогнали Третяка, натомість обравши полковником Л. Горленка. Маценкові дістався уряд полкового судді. Перебуваючи на цьому уряді, у червні він підписав Конотопські статті.
У 1674-1676 брав участь у Чигиринських походах проти Дорошенка. У січні 1677 вдруге очолив Прилуцький полк замість Горленка, якого було зміщено з посади та ув'язнено за звинуваченням у причетності до змови стародубського полковника Петра Рославця. Керував полком під час оборони Чигирина 1677. У квітень 1678 гетьман Іван Самойлович змусив Маценка відмовитися від посади полковника, на його місце призначивши Федора Мовчана — колишнього сердюцького полковника Дорошенка, що перейшов на бік лівобережного гетьмана.
Після смерті прилуцького полковника Дмитра Чернявського у січні 1680 полк знову очолив, вийшовши з опали, Лазар Горленко. При ньому Маценко вдруге дістав уряд полкового судді. У травні 1682 цю посаду обійняв Іван Христофорович — імовірно, після смерті Івана Маценка.

## Нащадки
Син Остап (нар. близько 1650 — пом. 1710) — сотник Першо-Прилуцької сотні (1680—1688).